# Josh Duinker
Joshua Duinker (18 april 1989) is een Australisch-Nederlands professioneel basketbaler.

## Carrière
Duinker werd niet geselecteerd in de 2012 NBA draft. Hij tekende later bij Cáceres CB uit Spanje voor het seizoen 2012/13. In 35 wedstrijden had hij een gemiddelde van 7,3 punten en 5,1 rebounds per wedstrijd.
Op 31 juli 2013 tekende Duinker voor het seizoen 2013/14 bij Zorg en Zekerheid Leiden van Nederland.
Op 17 juni 2014 tekende Duinker een tweejarige deal bij de Sydney Kings van de Australische National Basketball League.
Op 15 december 2014 tekende Duinker bij de Nelson Giants voor het Nieuw-Zeelandse NBL-seizoen 2015. In mei 2015 weigerde hij gebruik te maken van de tweedejaars spelersoptie op zijn contract met de Sydney Kings, waardoor hij een vrije speler werd.
Nadat hij begin september 2015 door Lukoil Akademik op de proef was gesteld, tekende Duinker later bij Egis Körmend van de Hongaarse Liga voor het seizoen 2015/16.
In augustus 2016 tekende Duinker bij de Argentijnse club Regatas Corrientes voor het seizoen 2016/17. In november 2016 verliet hij Regatas en tekende bij de Uruguayaanse club Defensor Sporting Club voor de rest van het seizoen. Hij verliet Defensor in februari 2017.
Op 8 maart 2017 tekende Duinker bij de Wellington Saints voor het Nieuw-Zeelandse NBL-seizoen 2017, waarmee hij terugkeerde naar het land voor een tweede stint. Op 11 april 2017 werd hij beschouwd als een "beperkte" speler voor de rest van het seizoen 2017 en daarna nadat Basketball Nieuw-Zeeland ontdekte dat Duinker in 2013 zijn opwachting maakte voor de Nederlandse nationale ploeg.
Voor het seizoen 2017/18 sloot Duinker zich aan bij het Japanse team Kumamoto Volters. Waar hij ook het volgende seizoen nog speelde.

## Erelijst
Nederland
- All-Star (1): 2014
- Rookie of the Year (1): 2014
- All-Star Team (1): 2014
- All-Rookie Team (1): 2014